# 게일 스톰

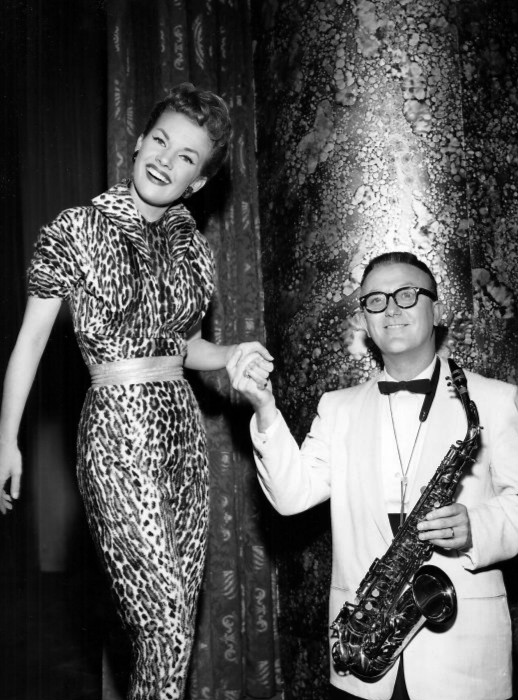

게일 스톰(Gale Storm, 1922년 4월 5일 ~ 2009년 6월 27일)는 미국의 가수, 텔레비전 배우, 영화배우이다.
댄빌에서 사망하였다.

## 영화
- 사랑의 유람선 (1977년)
- 5번가에서 생긴 일 (1947년)
- 스윙 퍼레이드 1946 (1946년)
- 캠퍼스 리듬 (1943년)
- 레츠 고 콜리짓 (1941년)
- 톰 브라운의 학창시절 (1940년)